# Pisenus humeralis
Pisenus humeralis là một loài bọ cánh cứng trong họ Tetratomidae. Loài này được Kirby miêu tả khoa học đầu tiên năm 1837.